# Albert Town (Bahamy)
Albert Town – miasto na Bahamach, liczące 25 mieszkańców. Miasto leży w pobliżu miasta Douglas.